# ورزشگاه برودوود
ورزشگاه برودوود (به انگلیسی: Broadwood Stadium) یک ورزشگاه فوتبال در بریتانیا است که در لانارکشر شمالی واقع شده‌است.